# جوزيف أنتوني
جوزيف أنتوني (بالإنجليزية: Joseph Anthony)‏ (و. 1912 – 1993 م) هو مخرج أفلام، وكاتب مسرحي، وكاتب، وكاتب سيناريو، وممثل مسرحي، ومخرج مسرحي، وممثل أفلام أمريكي، ولد في ميلواكي، ويسكنسن، توفي في هاينيس، عن عمر يناهز 81 عاماً.

## التعليم
تعلم في جامعة ويسكونسن-ماديسون
.

## وصلات خارجية
- جوزيف أنتوني على موقع IMDb (الإنجليزية)
- جوزيف أنتوني على موقع ألو سيني (الفرنسية)
- جوزيف أنتوني على موقع أول موفي (الإنجليزية)
- جوزيف أنتوني على موقع قاعدة بيانات برودواي على الإنترنت (الإنجليزية)
- جوزيف أنتوني على موقع قاعدة بيانات الأفلام السويدية (السويدية)
- جوزيف أنتوني على موقع قاعدة بيانات الفيلم (الإنجليزية)
- جوزيف أنتوني على موقع كينوبويسك (الروسية)